# Косицын, Дмитрий Фёдорович
Дмитрий Фёдорович Косицын (24 ноября 1900 — 24 июля 1942, близ деревни Ляды, Гатчинский район Ленинградской области) — заведующий кафедрой велосипедного и конькобежного спорта ГОЛИФК им. П. Ф. Лесгафта, в 1941—1942 годах — командир партизанского отряда.

## Довоенная биография
Родился в Приморье, в 1912—1931 годах жил во Владивостоке. Окончил курсы усовершенствования инструкторов физкультуры, преподавал в школе. После переезда в Ленинград — преподаватель, затем заведующий кафедрой велосипедного и конькобежного спорта ГИФКа/ГОЛИФКа имени П. Ф. Лесгафта (1933—1941).
Выступал в соревнованиях по конькобежному спорту.

## Командир партизанского отряда
С началом Великой Отечественной войны из преподавателей и студентов было сформировано несколько партизанских отрядов; командиром 5-го отряда стал Дмитрий Косицын, комиссаром — чемпион Ленинграда по лыжным гонкам Владимир Шапошников (впоследствии — тренер сборной СССР).
Косицын был назначен командиром 28 июня, на следующий день его группа направилась к месту дислокации в район деревни Вошково (ныне — Псковская область), а 1 июля прибыла к месту назначения. Первая крупная перестрелка произошла 19 июля, а 22 июля прошла первая заранее запланированная крупная операция. Первый боевой поход отряда продолжался около трёх месяцев: 24 сентября командованием было принято решение о выводе отряда в тыл Красной Армии, а 28 октября отряд прибыл в Новую Ладогу. За время похода было уничтожено около 100 солдат и офицеров противника, 8 автомашин, взорвано 17 мостов; отряд же потерял убитыми и пропавшими без вести 4 человека.
Отряд совершил ещё несколько походов в тыл немцев. За год отряд под командованием Косицына:
- вывел из строя более 280 немецких солдат и офицеров;
- совершил 42 подрыва жезнодорожного полотна, пустив под откос более 1000 вагонов и платформ;
- взорвал 87 мостов, из них 23 железобетонных;
- в 74 местах порвал связь полкового и дивизионного звена;
- совершил 24 нападения на аэродромы, уничтожив 4 самолёта;
- уничтожил 18 танков, 143 грузовые и 84 легковые автомашины, 43 мотоцикла, 4 склада с боеприпасами;
- захватил 84 ручных и 13 станковых пулемётов, 800 винтовок и автоматов, 72 велосипеда, 7 орудий[6].

24 июля 1942 года Косицын погиб, выполняя особое задание во главе группы десантников. После его гибели отряд был назван его именем.

### Награды
- 11 февраля 1942 года — орден Красного Знамени[8]
- 18 июня 1942 года Косицыну в числе 22 мастеров спорта (среди которых было 5 ленинградцев[прим 2]) «за выдающуюся общественную и педагогическую деятельность в деле подготовки резервов для Красной Армии и Военно-морского Флота и отличные спортивные достижения» было присвоено звание «заслуженный мастер спорта»[9].
- 23 июля 1942 года — орден Ленина[10]

### «Партизаны-лесгафтовцы после боевой операции»
В результате творческих командировок на партизанские базы Ленинградского и Волховского фронтов художник Иосиф Серебряный написал ряд портретов партизан и картину «Партизаны-лесгафтовцы после боевой операции» (в настоящее время — в собрании Русского музея). На картине изображён и Косицын, которого художник хорошо знал.

## Семья
Жена — Нина Константиновна Косицына (1914—2000): работала во Владивостоке вместе с мужем; с 1931 года — старший методист лечебной физкультуры ЛенНИИ физиотерапии; во время Великой Отечественной войны — на Балтийском флоте, капитан медицинской службы; с 1946 года — преподаватель кафедры лечебной физкультуры и лечебного контроля ГДОИФКа имени П. Ф. Лесгафта.